# Erastria vindex
Erastria vindex là một loài bướm đêm trong họ Geometridae.